# Mohammed Kaci Said
Mohammed Kaci Said (Algeri, 2 maggio 1958) è un ex calciatore algerino, di ruolo centrocampista.

## Palmarès

### Club

#### Competizioni nazionali
- Campionato algerino: 1

RC Kouba: 1981